# Biomedycyna
Biomedycyna – dziedzina medycyny wykorzystująca osiągnięcia nauk biologicznych, biochemicznych, biofizycznych i biotechnologicznych, mająca zastosowanie m.in. w prewencji, diagnostyce i leczeniu chorób. Biomedycyna jako nauka zajmuje się nie tylko fizjologicznym i patologicznym kontekstem zdrowia i choroby człowieka ale również regulacją prawną zagadnień etycznych, ujętych np. w Konwencji o Prawach Człowieka i Biomedycynie (Europejskiej Konwencji Bioetycznej), jak również regulacjach prawnych dotyczących zapłodnienia in vitro i klonowania człowieka. W zakresie klinicznym i diagnostycznym, podstawę naukową i technologiczną biomedycyny definiują dziedziny z zakresu nauk o życiu (ang. life sciences), które znajdują zastosowanie w ochronie zdrowia i diagnostyce laboratoryjnej w tym: biologia medyczna, chemia medyczna i fizyka medyczna, a w szczególności działy takie jak:
- biogerontologia
- medycyna regeneracyjna
- biologia molekularna
- biochemia
- biofizyka
- biologia komórki
- biologia rozwoju
- biologia strukturalna
- biotechnologia
- bioinformatyka
- biologia systemowa
- nanobiotechnologia
- tkankowa bioinżynieria materiałowa
- laboratoryjna biologia medyczna
- terapia genowa
- cytologia
- fizjologia człowieka
- embriologia
- fizjologia żywienia
- mikrobiologia
- wirusologia
- parazytologia
- toksykologia
- immunologia
- genetyka klasyczna
- cytogenetyka
- ekologia
- ewolucja
- bioetyka i inne

Biomedycyna oparta na metodologii wymienionych dziedzin łączy w sobie zagadnienia biomedyczne, obejmujące wielkoskalowe zależności strukturalne i funkcjonalne między fizjologią, patologią, psychologią i etyką człowieka.
Studia licencjackie i magisterskie z zakresu biomedycyny prowadzone są w Polsce przez Uniwersytet Medyczny w Lublinie.